# 丽江市博物院
丽江市博物院是中华人民共和国云南省丽江市古城区的一家综合地志博物馆，以展示地方历史与纳西族东巴文化为主，是国家二级博物馆。始建于1984年7月，馆舍位于黑龙潭公园北端，建筑面积4,964平方米，展厅面积2,467平方米。

## 历史
丽江市博物院的前身为丽江县博物馆，于1983年筹建，次年7月正式开馆，是云南省第一个县级博物馆。初期馆址设于黑龙潭公园内的五凤楼，从原丽江县文化馆接管的部分文物成为博物馆的第一批藏品。1993年7月新馆建成开放，同时更名为“丽江东巴文化博物馆”。2004年，丽江东巴文化博物馆与丽江市文物管理所合并，组建丽江市博物院，同时保留丽江东巴文化博物馆和丽江市文物管理所两块牌子。2013年获评国家三级博物馆，2024年获评国家二级博物馆。

## 馆藏与展览
截至2024年丽江市博物院共有藏品12,607件（套），其中珍贵文物423件（套），纳西族东巴文物藏品近3000件。常设展览“纳西东巴文化展”介绍纳西族文化与东巴文化、东巴教、纳西象形文与东巴古籍文献等内容。以仪式场景还原、古籍文献及艺术展品，全面解析东巴教、象形文字及民俗文化；“传承文明·和谐共存——丽江三项世界遗产展”通过文物、档案与影像，展示世界文化遗产丽江古城、世界记忆遗产东巴古籍文献、世界自然遗产三江并流的申遗历程与价值。